# Селькупы

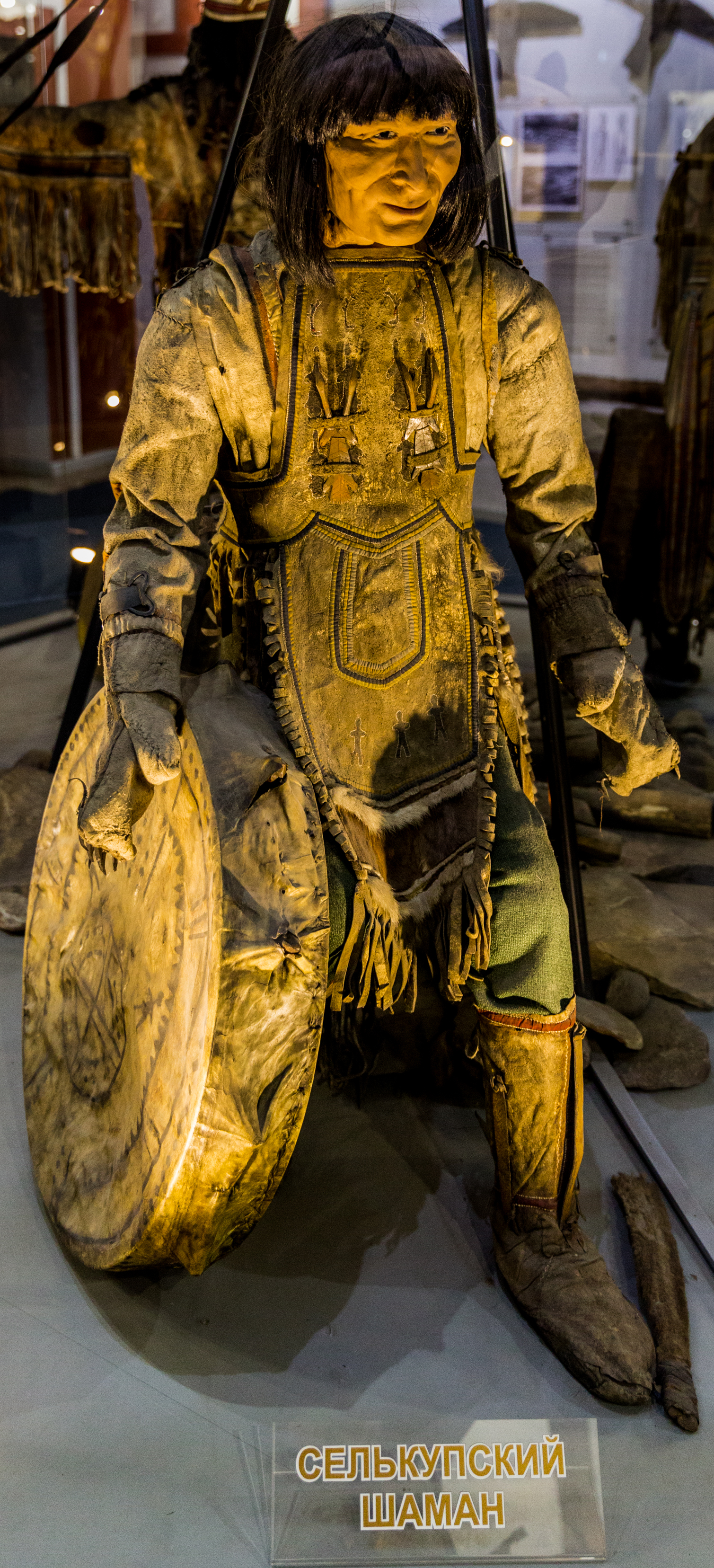
Селькупский шаман

Ирина Коробейникова, представитель южных селькупов (Томская область)

Сельку́пы (сельк. чу́мэлӄу́п, шё̄шӄуп, сӱ̄сӱӄум, тюйӄум, щӧйӄум, сёльӄум, пайӄум; устар. остяки-самоеды) — самодийский народ, живущий на севере Западной Сибири. Относится к коренным малочисленным народам. Селькупские языки, наряду с языками ненцев, энцев, нганасан и саянских самодийцев, образуют, относясь к её южной группе, самодийскую ветвь языков в составе уральской семьи. 
Селькупы, наряду с камасинцами, являются представителями южной группы самодийцев, в то время как ненцы, энцы и нганасаны являются северными самодийцами. 
С 1850-х годов до 1930-х годов в научной литературе их называли остя́ко-самое́дами, широкого распространения этот этноним никогда не имел.

## Численность и расселение

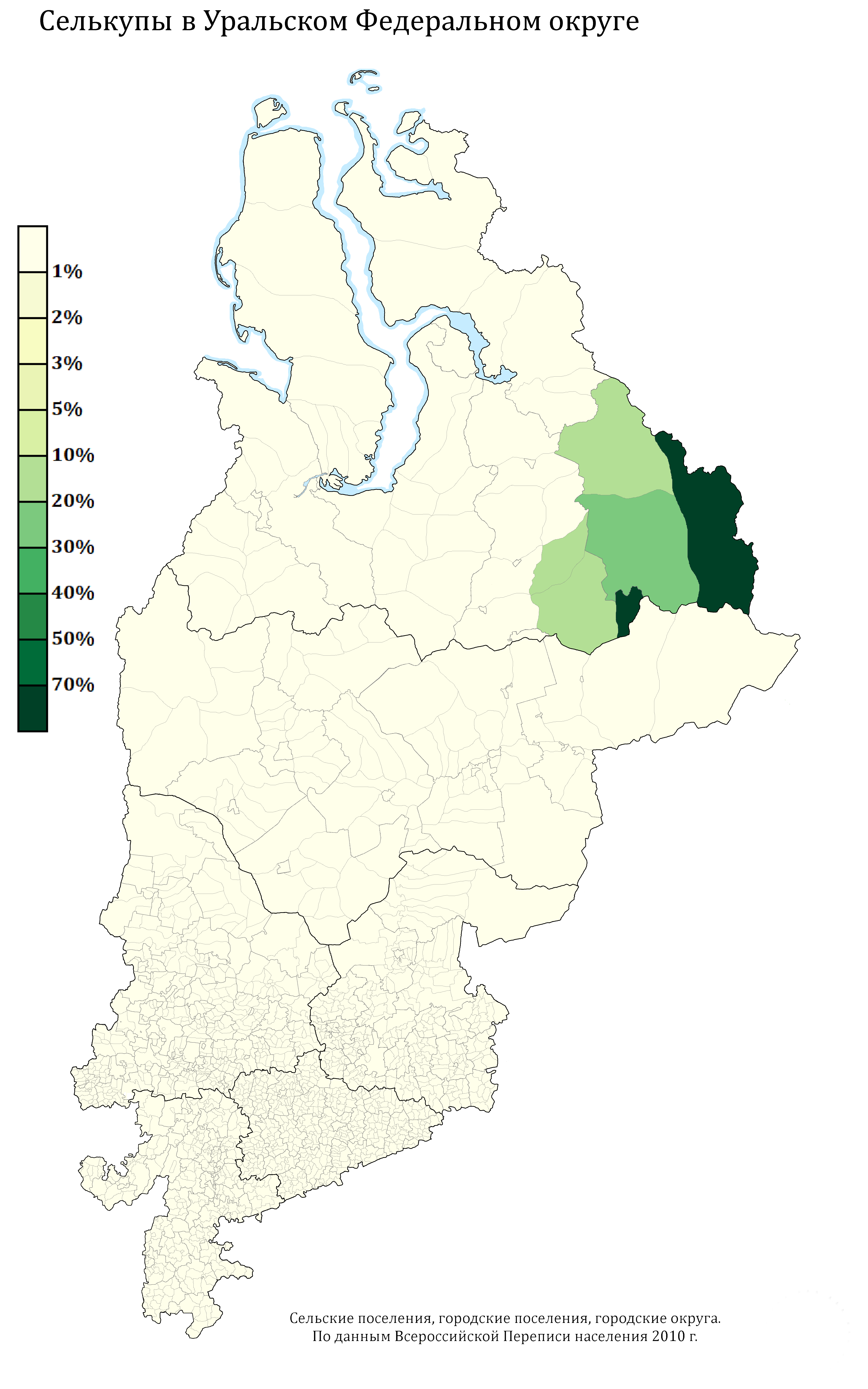
Расселение селькупов в Уральском федеральном округе по городским и сельским поселениям в %, перепись 2010 г.

Расселение селькупов в СФО по городским и сельским поселениям в %, перепись 2010 г.

Селькупы живут на севере Томской (1787 чел.) и Тюменской (1857 чел.) областей (в частности, в Ямало-Ненецком АО — 1797 чел.) и в Красноярском крае (412 чел.).
Предположительно с XVII века селькупы разделены на две территориальные группы — южную (нарымскую) и северную (тазовско-туруханскую). Южные (нарымские, или среднеобские) селькупы являются прямыми потомками носителей кулайской культуры, существовавшей в Среднем Приобье в V в. до н. э. — V в. н. э. С этой историко-культурной общностью исследователи связывают происхождение всех народов самодийской языковой подгруппы. Непосредственным преемником кулайцев в Среднем Приобье, по мнению археологов, являлось население, создавшее рёлкинскую культуру (VI—IX вв. н. э.). Многие элементы хозяйственного уклада, орудий труда и быта рёлкинцев имеют аналоги с селькупским этнографическим материалом.
Северные селькупы образовались в результате ухода в XVII в. части самодийского населения со Средней Оби на север, в бассейн Верхнего Таза и левого притока Енисея реки Турухан. Окончательное этническое оформление этнографической группы северных селькупов завершилось лишь в XIX веке. Наряду с собственно селькупским компонентом, в состав северных селькупов вошли семьи энецкого, кетского и хантыйского происхождения.
Селькупским национальным административно-территориальным образованием традиционно считается Красноселькупский район. В 1993—2017 гг. также существовало Иванкинское национальное сельское поселение в Колпашевском районе Томской области.
Численность селькупов в России:
Численность селькупов в населённых пунктах (2002 г.):
- Ямало-Ненецкий АО:

- село Красноселькуп — 581;
- посёлок Толька — 491;
- село Ратта — 153;
- село Толька — 136;
- город Тарко-Сале — 103;

- Томская область:

- село Каргасок — 190;
- город Колпашево — 153;

- Красноярский край:

- село Фарково — 237.

## Языки
Селькупские языки относятся к самодийской группе уральской языковой семьи. В ходе длительных миграционных процессов, селькупский этнос был разделён на южную и северную группы, которые к концу XVIII в. полностью утратили социальные связи между собой и развивались изолировано. Эти основания сформировали бинарную классификацию, согласно которой селькупов стали определять терминами «северные» и «южные». С течением времени, начиная с XVII по XIX вв. внутри каждой из селькупских групп, под влиянием соседствующих этносов, образовались новые социокультурные и языковые группы. Согласно современной классификации, выделяются южноселькупский и северноселькупский языки. Взаимопонимание между этими языками отсутствует, а в сознании их носителей не существовало общей этнической категории.

## Генетика
Северные селькупы: Y-хромосомные гаплогруппы Q-L56>L53>L54>Q1b1a3-L330 (66,4 %), R1a (19 %), N1a2b-P43 (6,9 %), R1b (6,1 %), C (1,5 %). Южные селькупы с Y-хромосомной гаплогруппой R1b принадлежат к субкладу R1b1b1-M73, распространённому в основном в Центральной Азии, в отличие от субклада R1b1b2-M269, к которому принадлежит большинство населения Западной Европы. У южных селькупов определены Y-хромосомные гаплогруппы N1b-A (31,25 %), N1b-E (6,25 %), Q1a3-L330 (25 %), Q1a3-L53* (18,75 %), Q1a2 (6,25 %), R1b-M73 (12,5 %).

## История северных (ямальских) селькупов
Впервые селькупы упоминаются в письменных источниках XVI века. В конце XVI века существовало племенное объединение селькупов, которое в русских источниках называется «Пегая Орда». Орда, насчитывавшая до 400 воинов и возглавляемая князцом Воней, оказывала упорное сопротивление дружинам русских воевод и их союзникам — кодским хантам. Воня состоял в унии с сибирским ханом Кучумом, но и после падения Сибирского ханства продолжал борьбу за независимость, отказываясь от уплаты русским ясака (дани). Лишь после сооружения в 1598 году Нарымского острога «Пегая Орда» была подчинена московскому царю. Часть селькупов ушла в северные земли, на р. Таз — тогда и началось формирование северной группы «остяко-самоедов». С тех пор северные и южные селькупы оказались разделены — между ними лежат земли, занятые ваховскими хантами и елогуйскими кетами.
В дорусский период у селькупов были распространены укреплённые городки коч (кэтты), обнесённые рвом, валом и частоколом; подступы к ним охранялись засеками с настороженными луками самострелами. Позднее селения строились без оборонительных сооружений, обычно на высоких берегах рек при устьях притоков, проток, стариц. Жилищами служили землянки карамо, каркасно-столбовые дома, приваленные песком или дёрном («чуй-мо», «пой-мо»), у северных селькупов — чумы ненецкого или эвенкийского типа.
Главными отраслями хозяйства южных селькупов была охота и рыболовство, в качестве транспорта использовались лошади и собаки. У северных селькупов средством передвижения служила упряжка оленей (оленеводство было заимствовано селькупами у ненцев и эвенков). Рыболовство осуществлялось посредством крапивных сетей, запорных сооружений, крючково-остроговых снастей. Основными охотничьими орудиями являлись лук со стрелами, самострельные установки, давящие ловушки. Продукция промыслов составляла основу пищевого рациона, служила сырьём для изготовления зимней меховой одежды парка, сокуй, обуви пеема.
Пушнина играла роль торгового эквивалента и средства уплаты податей. В XIX веке меновой единицей была связка из 10 беличьих шкурок «сарум». Росомаха или красная лисица приравнивалась к одной такой связке, песец или соболь — к трём. В XVII веке удачливый охотник за зимний сезон мог добыть до 200 соболей и 2000 белок. В пересчёте на деньги белка стоила 1-2 копейки, соболь — 1 рубль (на международных рынках того времени цена чёрных нарымских соболей доходила до 200-300 рублей за штуку). Необходимые селькупам привозные товары стоили относительно недорого: например, топор — 30 коп., речное дощатое судно — 5 руб. Во внутреннем обмене товарами служили также рыба, олени, лошади, луки со стрелами, лодки.
В торговле с русскими на пушнину, рыбу, ягоды, орехи приобретались металлические предметы, оружие, ткань, пищевые продукты. Среди селькупов выделялись таксыбылькуп («товарные люди»), занимавшиеся посреднической торговлей.
В XVIII веке селькупы были обращены в православие. Тем не менее в их мировоззрении сохранилась традиционная языческая основа. К примеру, по представлениям селькупов, Вселенная делилась на Неба (Ноп), Землю (хозяйкой которой выступает Илынта Кота — «Старуха Жизни») и Преисподнюю (Кызы). Все три сферы связаны рекой, по которой на семивесельной лодке ронтык шаман может спуститься в Нижний мир, а также деревом, по зарубкам или ветвям которого шаман взбирается в Небо. Среди шаманов (тэтыпы) выделяются сумпытыль куп («камлающий в светлом чуме») и камытырыль куп («шаманящий в тёмном чуме»). Шаманы непременно обладали музыкальным и поэтическим даром — каждой весной на празднике Прилёта Птиц шаман исполнял новую песню.
В 1911—1912 и 1914 годах изучением языков, фольклора, бытовой культуры и традиционного жизненного уклада селькупов занимались экспедиции финского лингвиста и этнографа Кая Рейнгольда Доннера (1888—1935).
В настоящее время богатая и самобытная культура селькупов всё больше уступает место современной. Сохранению традиций, помимо общеизвестных причин, препятствует и территориальная разобщённость народа — три его части относятся к различным административно-территориальным образованиям, и контакты между ними затруднены. Селькупы — один из народов, целостность и культура которых находятся на критической грани. В течение XX столетия численность селькупов сократилась почти вдвое.

## Занятия и хозяйство северных (ямальских) селькупов
В дорусский период (до XVI века) у селькупов было высоко развито керамическое производство: из глины изготовлялась не только разнообразная посуда, но и курительные трубки, грузила для сетей, литейные формы, тигли, детские игрушки, культовая скульптура. С XVII века гончарство полностью исчезло. В это же время под воздействием торговли пришло в упадок местное ткачество, основанное на обработке крапивного волокна саатчу (сота). Ремесленные товары селькупов не выдержали конкуренции с более массовой продукцией русского производства. У северных селькупов до недавнего времени сохранялось кузнечество; прежде селькупские кузнецы (чотрлькум) славились среди соседних народов умением изготовлять оружие, панцири, шлемы, маски, зеркала, украшения. В настоящее время среди северных селькупов наибольшей известностью пользуются мастера по изготовлению лодок-долблёнок, мастерицы по пошиву меховой одежды и знатоки берестяного ремесла.
Имеются свидетельства о занятиях в прошлом южных селькупов примитивным земледелием — разведением табака, возможно, ячменя (аариа). В нарымском диалекте сохранились выражения, указывающие на древность местного земледелия — например, кырачь меды («расчищать лесную чащу»), выляль до-тьггы («рыхлить землю»), сочаптико («садить, вырастить»), чо-ко («жернова»). Широкое распространение имело собирательство корня сараны, ягод, орехов. Земледельческая культура селькупов, как и их ремесленное производство, была утрачена под воздействием возрастающей конкуренции с привозными продуктами русского производства. Закупать хлеб, ткани, гончарные и металлические изделия оказалось выгоднее, чем производить их в местных условиях. Кроме того, определённую роль, очевидно, сыграла капиталистическая политика русских купцов, которые были заинтересованы в селькупах как поставщиках ценной пушнины, полностью зависимых от русской промышленности.
Растительное сырьё дополняло основной — мясо-рыбный пищевой рацион. Выпекались лепёшки из ячменной муки (мыр-са) и сараны (тогул), приготовлялось собственное хлебное вино (уль). Одним из распространённых блюд была заквашенная в бруснике рыба. Обычной пищей являлось варёное и сырое мясо, варёная или запечённая на огне рыба.
Традиционная общественная структура селькупов существенно изменилась под воздействием российской и советской государственности. В XVII веке ещё различались «лучшие люди» (сомаль-кумыт), «богачи» (коумде), «простые люди» (манырелькумыт), «нищие» (сегула), «рабы» (кочгула). Во главе отдельных общин стояли «богатыри» (сенгира) и «князцы» (кок). Особую роль играли шаманы, часто выступавшие вождями общин и целых военных объединений.
Традиционные верования — анимизм, шаманизм, православие. Согласно этнографическим исследованиям, в древности селькупы практиковали обряд воздушного погребения.

## Селькуповеды
- Григоровский, Николай Петрович
- Прокофьев, Георгий Николаевич
- Прокофьева, Екатерина Дмитриевна
- Кузнецова, Ариадна Ивановна
- Хелимский, Евгений Арнольдович
- Быконя, Валентина Викторовна
- Пелих Галина Ивановна
- Кай Рейнгольд Доннер
- Кастрен, Матиас Александр
- Ириков Сергей Иванович
- Гашилов, Аркадий Иванович
- Гемуев, Измаил Нухович